# Savinac (gmina Boljevac)
Savinac (cyr. Савинац) – wieś w Serbii, w okręgu zajeczarskim, w gminie Boljevac. W 2011 roku liczyła 288 mieszkańców.